# Point Chevalier
Point Chevalier est une banlieue et péninsule de la ville d’Auckland, dans le nord de la Nouvelle-Zélande.

## Sources et références
- Ressource relative à la géographie :   - New Zealand Gazetteer

## Source
- (en) Cet article est partiellement ou en totalité issu de l’article de Wikipédia en anglais intitulé « Point Chevalier » (voir la liste des auteurs).